# Radio Nacional
Pour les articles homonymes, voir Radio 1.
Radio Nacional (anciennement appelée RNE-1 ou Radio 1) est une station de radio publique espagnole appartenant au groupe Radio Nacional de España. Cette station de caractère généraliste propose des émissions de débats, des reportages, des bulletins d'information, des variétés et des programmes sportifs. 
Radio Nacional émet en modulation de fréquence (FM) et en modulation d'amplitude (AM) sur l'ensemble du territoire espagnol, et peut également être reçue à Gibraltar, dans le nord du Maroc, en Andorre, dans une partie du Portugal et dans le sud-ouest de la France. Elle est par ailleurs diffusée par satellite en Europe (Astra 1, Hispasat), en Amérique (Hispasat), en Afrique du Nord et au Proche-Orient (Intelsat) et sur internet dans le reste du monde.

## Histoire
Le 19 janvier 1937, Radio Nacional de España voit le jour en pleine période de guerre civile, à l'initiative du chef des Nationalistes, le général Franco. Ce dernier entend en faire un instrument pour propager sa vision d'une « nouvelle Espagne » : de fait, ce nouveau média sert la propagande du camp nationaliste et est soumis à une étroite censure, en particulier après la promulgation de la « Loi sur la presse » de Ramón Serrano Súñer (avril 1938). RNE se caractérise longtemps par un ton solennel, diffusant presque exclusivement informations, propagande, émissions patriotiques, discours du « Caudillo » et grands événements de la « nouvelle Espagne » franquiste : essentiellement célébrations militaires et fêtes religieuses (processions de la Semaine sainte, Corpus Cristi, entre autres). La station diffuse également des feuilletons parlés, des pièces de théâtre et des variétés. 
En 1965, RNE est renommée « Primer programa de RNE » pour la différencier de la nouvelle station de radio publique, « Segundo programa de RNE », consacrée à la musique classique.
La censure reste particulièrement rigoureuse jusqu'en 1966 et la nouvelle législation sur la presse de Manuel Fraga, qui introduit une plus grande liberté de ton à l'antenne. Il faut cependant attendre la mort du général Franco, en novembre 1975, pour que cesse le monopole de RNE en matière d'information, car jusque-là les autres stations devaient émettre les nouvelles de RNE.

## Identité visuelle
Logos de Radio Nacional :
| 1988 - 1999 | 1999 - 2008 | 2008 - Aujourd'hui |
| ----------- | ----------- | ------------------ |

## Programmes
- Las mañanas de RNE, avec Alfredo Menéndez.
- España vuelta y vuelta, avec Manuel Hernández Hurtado, Manolo HH.
- Esto me suena, avec José Antonio Ciudadano García.
- Gente despierta, avec Carles Mesa.
- De película, avec Yolanda Flores.
- No es un día cualquiera, avec Pepa Fernández.
- Siluetas, avec Pilar Socorro.
- La estación azul, avec Ignacio Elguero.
- Abierto hasta las dos, avec Paloma Arranz.
- La noche en vela, avec Pilar Tabares
- Espacio en blanco, avec Miguel Blanco.
- A hombros de gigantes, avec Manuel Seara.
- Viaje al centro de la noche, avec Amaya Prieto.
- Diario de las dos, avec Fernando Martín/ Rosa González.
- El ojo crítico, avec Juan Carlos Morales.
- 24 Horas, avec Miguel Ángel Domínguez/ Javier Álvarez.
- Radiogaceta de los deportes, avec Chema Abad.
- Tablero deportivo (aussi en Radio Exterior de España), avec José Luis Toral.